# The Best Day (пісня Тейлор Свіфт)
«The Best Day» — пісня, написана та записана американською співачкою та автором пісень Тейлор Свіфт для її другого студійного альбому «Fearless» (2008). Спродюсована Свіфт і Нейтаном Чапманом, «The Best Day» — це стримана кантрі-рок пісня, текст якої присвячено батькам Свіфт, більшість куплетів — її матері.
Музичні критики високо оцінили «The Best Day» за його стриманий продакшн та ніжні почуття. Пісня посіла 3 місце в чарті Bubbling Under Hot 100 Singles і 56 місце в Hot Country Songs. Американська асоціація компаній звукозапису (RIAA) у липні 2018 року сертифікувала трек золотим, що позначає 500 000 одиниць на основі продажів і стрімінгу.
9 квітня 2021 року Свіфт випустила перезаписану версію «The Best Day (Taylor's Version)» в перезаписаному альбомі Fearless (Taylor's Version). Новий кліп на «The Best Day (Taylor's Version)» було завантажено на YouTube у день виходу альбому. Перезаписана версія також потрапила в чарти US Bubbling Under Hot 100 і Hot Country Songs і виграла в номінації на найкращий сімейний фільм на CMT Music Awards 2021.

## Передумови й написання

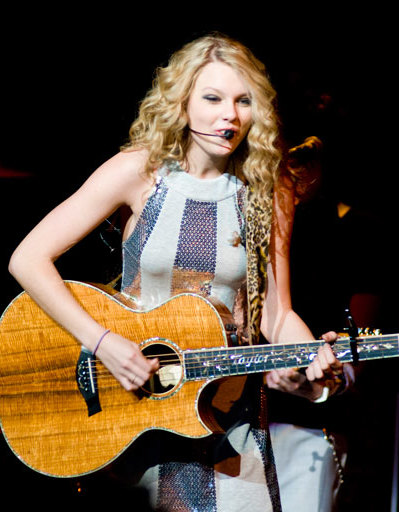
Свіфт написала «The Best Day» під час гастролей влітку 2008 року і записала її таємно, щоб здивувати свою маму на Різдво.

Тейлор Свіфт випустила свій другий студійний альбом Fearless 11 листопада 2008 року. Свіфт була автором або співавтором усіх треків і співпродюсерувала альбом разом із Нейтаном Чапманом. Хоча велика частина Fearless розповідає про проблеми кохання з погляду дівчини-підлітка, кілька пісень розповідають про життєві уроки та родинну любов.
Свіфт написала «The Best Day» для Fearless під час свого туру влітку 2008 року і таємно записала її. Вона присвятила трек своїй сім'ї за підтримку її музичної кар'єри, виділяючи свою мати. Свіфт повернулась до своїх дитячих спогадів та уявила, як би формулювала думки в дитинстві, і привнесла той самий стиль в написання пісні. Свіфт записала «The Best Day» і змонтувала домашнє відео, не сказавши своїй матері Андреа, щоб зробити їй сюрприз на Різдво. Мати Свіфт пригадала, що коли її донька показала їй пісню та відео напередодні Різдва, «саме тоді я оторопіла. І [...] з того часу я ніяковію майже щоразу, коли чую цю пісню».

## Реліз
«The Best Day» — трек номер 12 на Fearless, випущений 11 листопада 2008 року. 1 травня 2009 року Свіфт випустила власноруч змонтоване відео на пісню «The Best Day» на святкуванні Дня матері. Відео містить сімейні кадри з дитинства Свіфт, за участю її батьків і брата Остіна.
Після підписання нового контракту з Republic Records, Свіфт почала перезапис своїх перших шести студійних альбомів у листопаді 2020 року.
Перезапис «The Best Day» із підзаголовком «Taylor's Version» був випущений у перезаписаному альбомі Fearless (Taylor's Version) 9 квітня 2021 року. Перезаписану версію спродюсували Свіфт і Крістофер Роу. 30 квітня 2021 року Свіфт випустила чотирихвилинний музичний кліп на пісню «The Best Day (Taylor's Version)», який складається з кадрів домашніх відео з дитинства Свіфт до юності за участю батьків і брата.
«The Best Day» — це стриманий трек. Спочатку трек містив мандоліну та Dobro, але Свіфт сказала продюсерській команді прибрати їх, оскільки вона хотіла, щоб пісня була якомога простішою. Кінцевий продукт, за словами Chicago Tribune, втілює «фолк-ритм кав'ярні». Він побудований на тендітних струнах акустичної гітари. Музикознавець Джеймс Е. Пероне зауважив, що «The Best Day» містить кантрі-рок аранжування, яке нагадує музику американської рок-групи Eagles. У пісні використовується прогресія 50-х років, I–vi–IV–V, яка асоціюється з багатьма американськими поп-піснями 1950-х років; Пероне стверджував, що ця якість надає «The Best Day» непідвладне часу враження.
Свіфт написала «The Best Day» як данину пам'яті своїм батькам протягом багатьох років; центром пісні є її мати, а її батько згадується в бриджі. Є також згадка про брата Остіна: «Всередині та зовні він кращий за мене». У примітках до Fearless секретне повідомлення в тексті пісні: «Боже, благослови Андреа Свіфт». Пісня розповідає про стосунки Свіфт із матір’ю, спогади, коли їй було 3, 5 і 13 років. Вона згадує моменти, які вони провели разом, включаючи набори фарб, гарбузові грядки та походам по магазинах. Текст пісні містить багато образів, пов’язаних з осінню, наприклад «гарбуз», «їде трактор» і «небо золоте». Підтримуючи концепт частих відсилок до казок у Fearless, у тексті пісні «The Best Day» згадуються Білосніжка та принцеси.
За словами Джоді Розен, композиція «The Best Day» є однією з небагатьох пісень Fearless, які не мають романтичної тематики. GQ висловив думку, що написати пісню Свіфт міг надихнути випадок у середній школі. Група друзів відмовила Свіфт піти разом у місцевий торговий центр, і після того, як мати відвела її в той самий торговий центр, вона побачила цих друзів у магазині Victoria's Secret. Свіфт згадувала, що пізніше мати відвела її в торговий центр King of Prussia, щоб триматися подалі від таких друзів: «Моя мама дозволила мені втекти від деяких речей, які були надто болючими, щоб мати з ними справу». У Pitchfork Гейзел Сіллс помітила, що пісня розповідається з погляду аутсайдера, що продовжилося в багатьох пізніших піснях Свіфт.

## Рецензії критиків
Пероне зауважив, що «The Best Day» — це трек Fearless, який продемонстрував талант Свіфт як «інтроспективної співачки й авторки пісень, керованої справжніми емоціями», на відміну від композицій з інших альбомів, які мають ринково-орієнтований продакшн. У The Village Voice Джош Лав вибрав її як одну з чудових пісень альбому, які демонструють «надприродну мудрість та інклюзивність». Джеймс Рід з The Boston Globe назвав «The Best Day» найкращою піснею на Fearless, зазначивши, що стриманий продакшн, який підкреслює емоційні почуття, роблячи трек освіжаючим для прослуховування «після цілого альбому відкритих приспівів». Рід писав: «Якщо мелодія не запам’ятовується, то послання принаймні говорить до серця».
У 2017 році в Billboard Дженніфер Кейшін Армстронг написала, що, хоча Свіфт написала «The Best Day» в 18 років, цей трек продемонстрував її зрілість у написанні пісень як на свій вік, «з ностальгією, мудрістю та енергією 40-річної...». Джейн Сонг з Paste написала: «Це так несправедливо, що люди звинувачують Тейлор у тому, що вона пише пісні лише про хлопців, тоді як одна з її найбільш вражаючих пісень про кохання написана про маму». Джонатан Кіф з журналу Slant назвав «The Best Day» однією з найчарівніших пісень Fearless, порівнюючи її з однойменною піснею Джорджа Стрейта 2000 року.
Після виходу Fearless у 2008 році «The Best Day» посів 3 місце в чарті Bubbling Under Hot 100 Singles. Попри те, що він не був випущений на кантрі-радіо, він посів 56 місце в чартах Hot Country Songs. У 2018 році Американська асоціація компаній звукозапису (RIAA) надала золоту сертифікацію «The Best Day» за перевищення 500 000 одиниць на основі продажів і стрімінгу. Після випуску Fearless (Taylor's Version) у 2021 році «The Best Day (Taylor's Version)» досяг 19 позиції в Bubbling Under Hot 100 Singles і 45 позиції в чарті Hot Country Songs.

## Живі виступи
Свіфт включила «The Best Day» до сет-листу своїх концертів у Евансвіллі, Індіана (квітень 2009) та Моліні, Іллінойс (травень 2010) у рамках туру Fearless. Вона знову заспівала пісню під час акустичного сегменту туру Red Tour у Клівленді, штат Огайо у квітні 2013 року. А також на концерті в Санта-Кларі, штат Каліфорнія під час свого туру Reputation Stadium Tour у травні 2018 року; вона була присвячена її матері та матері Каміли Кабельйо, яка виступала на розігріві. Пісня була включена як «пісня-сюрприз» на концерті Eras Tour 14 травня 2023 року у Філадельфії.

## Персонал
«The Best Day» (2008)
- Тейлор Свіфт — вокал, авторка слів, продюсерка
- Нейтан Чапман — продюсер
- Дрю Болман — асистент зведення
- Чед Карлсон — інженер звукозапису
- Джастін Нібенк — зведення

«The Best Day (Taylor's Version)» (2021)
- Тейлор Свіфт – головний вокал, авторка слів, продюсерка
- Крістофер Роу – запис вокалу, продюсер
- Метт Біллінгслі – ударні
- Дерек Гартен – додатковий інжиніринг
- Сербан Генеа – зведення
- Джон Гейнс – інжиніринг
- Амос Геллер – бас-гітара
- Майк Мідовс – акустична гітара
- Девід Пейн – запис
- Ловелл Рейнольдс – асистент звукозапису

## Чарти
| Чарт (2008–2009)                  | Найвища позиція |
| --------------------------------- | --------------- |
| US Bubbling Under Hot 100 Singles | 3               |
| US Hot Country Songs              | 56              |

| Чарт (2021)                       | Найвища позиція |
| --------------------------------- | --------------- |
| US Bubbling Under Hot 100 Singles | 19              |
| US Hot Country Songs              | 45              |

## Сертифікація
| Регіон                                                     | Сертифікація | Продажі  |
| ---------------------------------------------------------- | ------------ | -------- |
| США RIAA                                                   | золота       | 500,000‡ |
| ‡ дані про продажі та стрімінг лише на основі сертифікації |              |          |